# Muhamedin Kullashi
Muhamedin Kullashi, kosovski albanski filozof i profesor na sveučilištu u Parizu Université de Paris-VIII u Saint-Denisu, političar i diplomat. Veleposlanik je Republike Kosova u Francuskoj. Francuski je naučio na sveučilištu u Zagrebu. Prije raspada SFRJ predavao je filozofiju. Sa suprugom je izabrao živjeti u egzilu početkom 1990-ih.